# Milltown (County Galway)
Milltown (irisch Baile an Mhuilinn) ist ein kleiner Ort im County Galway im Westen der Republik Irland.
Milltown liegt am Oberlauf des River Clare im nördlichen Teil des Countys an der Nationalstraße N17 zwischen Tuam im Co Galway und Claremorris im County Mayo. Von Tuam ist Milltown 11 km, von Galway Gity 47 km entfernt.
Die Einwohnerzahl von Milltown wurde bei der Volkszählung 2022 mit 211 Personen ermittelt.

## Gemeindepartnerschaft
Mit der walisischen Gemeinde Llanddarog besteht eine Partnerschaft.

## Persönlichkeiten
- John Birmingham (1816–1884), Astronom
- Patrick Duggan (1813–1896), Bischof von Clonfert (1872–1896)
- Sabina Higgins (* 1941), First Lady Irlands
- Mary Mitchell O’Connor (* 1959), Politikerin der Fine Gael, Wirtschaftsministerin (2016–2017)